# José Ignacio Sáenz
José Ignacio Sáenz Marín (28 de setembro de 1973) é um ex-futebolista profissional espanhol que atuava como meia.

## Carreira
José Ignacio Saénz representou a Seleção Espanhola de Futebol, nas Olimpíadas de 1996. 